# گورکن ژاپنی
گورکن ژاپنی (نام علمی: Meles anakuma) نام یک گونه از زیرخانواده گورکن است.